# Rugbrødsgrænsen
Rugbrødsgrænsen er en imaginær og diffus grænse, der går tværs gennem Europa i østlig-vestlig retning: I dag går den fra den Engelske Kanal, midt gennem Nederlandene, ca. midt i Tyskland og langs Tjekkiets og Slovakiets grænser mod Ungarn og derfra gennem Ukraine og Rusland til Uralbjergene. Syd for "grænsen" er rugbrød ikke almindeligt udbredt; her findes stort set kun hvidt brød (hvedebrød), men nord for "grænsen" er rugbrød almindeligt.
Grænsen skyldes i vidt omfang bitter nød: Efter klimaforringelsen i jernalderen var dyrkningen af hvede meget besværlig og udbyttet usikkert. Derfor valgte man i stedet at dyrke rug, som er en langt mere hårdfør kornsort. Rugbrødsgrænsen er i første omgang bestemt af de historiske klimaforhold i det nordlige Europa. I anden omgang er den dog også bestemt af kulturelle forskelle.
Selvom man har fundet arkæologiske spor af rug, som stammer fra de romerske provinser ved Rhinen, Donau og på de Britiske Øer, afviser Plinius den Ældre denne kornsort og skriver, at det "er meget ringe føde og kun tjener til at undgå sultedøden". Videre nævner han, at man blander hvede i rug, "for at mildne dets bitre smag, og selv i så fald er det yderst ubehageligt for maven".
Gennem forhistorisk tid og middelalderen var det de germanske og slaviske folk, der dyrkede og spiste rug, og endnu i dag følger rugbrødsgrænsen i store træk sproggrænsen overfor de romanske folk. Det skal dog nævnes, at rugbrød ikke længere er en almindelig spise i Storbritannien, og at det kun er hos befolkningen i nogle af de nederlandske provinser, at rugbrød indgår i den daglige kost.